# Robert A. Jeker

Robert A. Jeker (1991)

Robert Arthur Jeker (* 26. August 1935 in Basel; † 4. Juli 2012 in Bottmingen) war ein Schweizer Wirtschaftsmanager und Politiker (FDP).

## Leben
Bei der Schweizerischen Kreditanstalt (heute Credit Suisse) begann Jeker seine Berufskarriere als Lehrling. Von 1983 bis 1993 war er Präsident der Generaldirektion. Nach seinem Austritt hielt er zahlreiche Verwaltungsratsmandate.
Jeker war als Miliz-Generalstabsoffizier Kommandant des Basler Füsilierbataillons 97 und des Infanterieregiments 22, und 1975/1976 FDP-Landrat im Kanton Basel-Landschaft.